# Історія Малайзії
Мала́йзія — країна, що розташована на найпівденнішому півострові Азії та частині  о. Калімантан. Біля її берегів з давніх-давен проходили важливі морські шляхи. Це зумовило її важливе стратегічне значення.

## Доісторичний період
Найдавніші люди зафіксовані археологами на території сучасної Малайзії в 10 — 6 тис. до н. е. На думку вчених, першими людьми тут були негритоси. У 5-4 тис. до н. е. прийшла друга хвиля переселенців з мон-кхмерської мовної сім'ї з півострова Індокитай. Їх нащадками є тепер корінне населення Малаї — оранг-аслі. Лише в 1 тис. до н. е. на узбережжі  Малайського півострова  почали селитись малайці з австронезійської мовної сім'ї. Східну частину Малайзії (Сабах і Саравак) представники австронезійської мовної сім'ї — споріднені з малайцями, почали заселяти ще раніше — в 3-1 тис. до н. е.

## Рання історія
В останні століття 1 тис. до н. е. на півострів Малая через торгівельні морські шляхи проникає індуїзм та буддизм з Індії. Найперша згадка про цей регіон в західних джерелах можна знайти в «Географії» Клавдія Птолемея, де згадується «Золотий Херсонес», який тепер відомий як Малайський півостров.
У 2-3 ст. н. е. на Малакському півострові виникли перші держави — Ланкасука, Ганга Негара, Пан Пан та інші, що перебували під сильним впливом давньоіндійської цивілізації. Вже у 1-2 ст. н. е. Малаккська протока стала жвавим торгівельним шляхом для індійських, китайських, греко-римських та інших купців. У 8-11 ст. держави Малаї визнавали над собою владу держави Шривіджая (Індонезія).

## Середні віки
У 13-14 ст. Малайський півострів був під владою ще однієї індонезійської держави — Маджапагіт. З 14 ст. почалось масове переселення малайців з о.Суматра. Вони витісняли корінне населення у внутрішні райони.
Близько 1400 р. виникла мусульманська держава малайців — Малаккський султанат.

## Колоніальний період

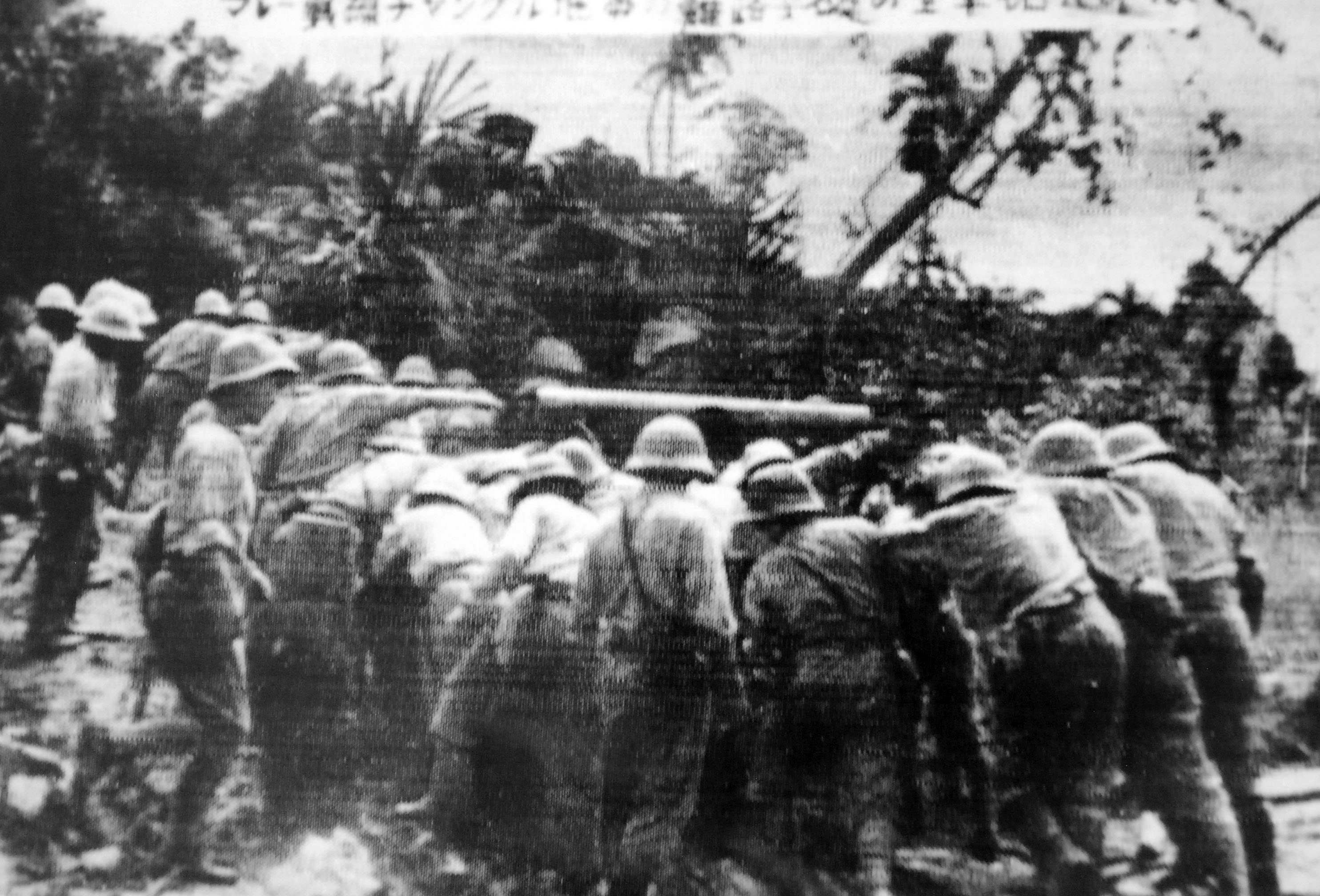
Висадка японських військ у Малаї 1941 року

1511 р. Малакку захопили португальці. Потім їх витіснили голландці. Голландські володіння наприкінці 18 ст. захопили англійці. У 1826 р. Велика Британія об'єднала свої володіння на Малайському півострові в одне володіння — Стрейтс-Сетлментс. Протягом наступних років вона взяла під свій контроль і решту півострова.
У січні 1942 — вересні 1945 територія Малайзії була окупована Японією.
Після капітуляції Японії британська влада поновилась. 1 квітня 1946 р. володіння отримало назву Малайський Союз, а 1 лютого 1948 — Малайська Федерація.

## Незалежність

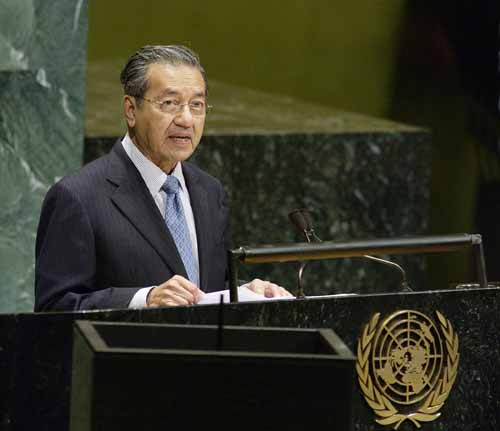
Мохамад Махатхір був провідною силою перетворення Малайзії у велику промислову державу.

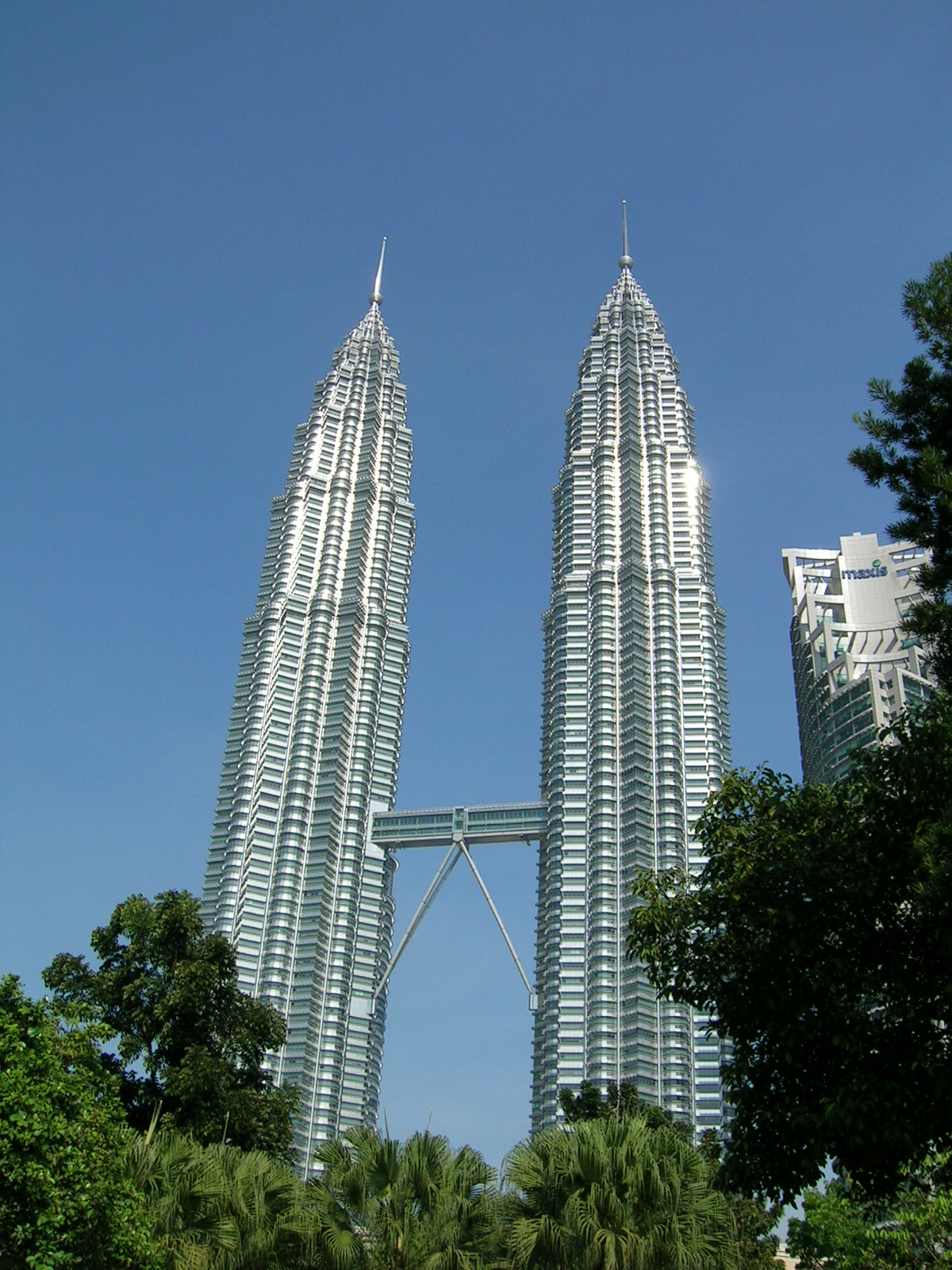
Вежі Петронас, найвищі вежі-близнюки у світі, символ сучасної Малайзії.

31 серпня 1957 р. незалежність від Великої Британії отримала Малая.  16 вересня 1963 до неї приєднались британські володіння Сінгапур, Сабах і Саравак  і  держава  отримала  назву  Малайзія.  За  формою  правління  вона  стала  конституційною  монархією  на  чолі  з  виборним  королем з числа  місцевих  монархів.  Більшість  влади  зосередилась  в  руках  прем'єр-міністра  з  числа  етнічних  малайців. Першим прем'єр-міністром країни став Абдул Рахман, голова партії Об'єднана малайська національна організація. 9 серпня 1965 р. проголосив  незалежність  і  вийшов  зі  складу  Малайзії  Сінгапур, де більшість населення складали китайці.
У 1969 році під час загальної виборчої кампанії почали розглядатися питання національної мови та освіти. Коли в результаті виборів керівна Союзна партія, яка звикла до перемог, позбулася явної переваги в парламенті (2/3 місць), опозиційні партії у Куала-Лумпурі організували  мітинг на честь своєї перемоги. Мітинг закінчився міжнаціональними зіткненнями і масовими заворушеннями, в яких загинуло близько 600 осіб. За декілька днів ситуація стабілізувалася, хоча деякі випадки насильства фіксувалися протягом двох місяців. Ці події призвели до відставки прем'єр-міністра країни Абдула Рахмана, у вересні 1970 року його змінив Абдул Разак. Цей період в історії Малайзії відомий як кризовий.
У 1974 році була створена коаліційний Національний фронт, який об'єднав більшість політичних партій країни. З 1981 кабінет міністрів очолив Мохамад Махатхір. При ньому Малайзія перетворилася з країни зі слаборозвиненою аграрною економікою в одного з "азійських тигрів".
У 1985 році ознакою зміни курсу держави стало створення міністерства національної єдності, яке розробило нову ідеологію Рукунегара («Договір про вірність державі»). Уряд почав довгостроковий курс реформ, які до 1990 року повинні були перебудувати суспільство, згуртувавши всі національності, і створити «нового малайзійця». Результативним досягнення цієї ідеї стала Нова економічна політика (НЕП). Але незважаючи на позитивні результати НЕПу, уряд до 1990 року змушений був визнати недосяжність більшості поставлених цілей. Лише значне економічне зростання, щорічні темпи якого в 80-х становили 8 %, згладив недоліки політичного плану. Надалі політика НЕПу отримала назву «Перспективи 2020 року», відповідно до якої Малайзія до 2020 року повинна була увійти до групи держав із розвиненою економікою. Особливістю нового курсу стало збільшення виробництва електронної продукції. 
Під час правління Махатхір країна досягла певних економічних успіхів. На парламентських виборах 1999 року знову здобула перемогу коаліція народного фронту, очолювана ним, до якої входили 14 партій. У 2003 році прем'єр-міністром Малайзії став Абдулла Ахмад Бадаві, який в 2009 році передав свої повноваження Наджибу Тун Разаку.
16 вересня 2006 року на півдні Таїланду стався збройний конфлікт за участю ряду радикальних ісламських організацій, які виступали за незалежність провінцій Яла, Паттані і Наратхіват від Таїланду, і створення або незалежного ісламської держави або входження провінцій до складу Малайзії. Сутички продовжуються по сьогодні. За останні п'ять років загинули близько 3700 осіб і близько десяти тисяч отримали поранення.
Мохамад Махатхір очолив уряд у 10 травня 2018 році — він замінив тодішнього прем'єра Наджиба Разака, який фігурував у корупційному скандалі. 24 лютого 2020 року він подав у відставку з посади прем'єра, його наступником став Мухіддін Яссін.